# Stroncone
Stroncone là một đô thị ở tỉnh Terni trong vùng Umbria của Ý, có cự ly khoảng 70 km về phía đông nam của Perugia và khoảng 8 km về phía nam của Terni. Tại thời điểm ngày 31 tháng 12 năm 2004, đô thị này có dân số 4.698 người và diện tích là 71,4 km².
Đô thị Stroncone có các frazioni (đơn vị trực thuộc, chủ yếu là các làng) Vasciano, Aguzzo, Finocchietovà Coppe.
Stroncone giáp các đô thị: Calvi dell'Umbria, Configni, Cottanello, Greccio, Narni, Otricoli, Rieti, Terni.